# Graduale van de abdij van Sint-Truiden

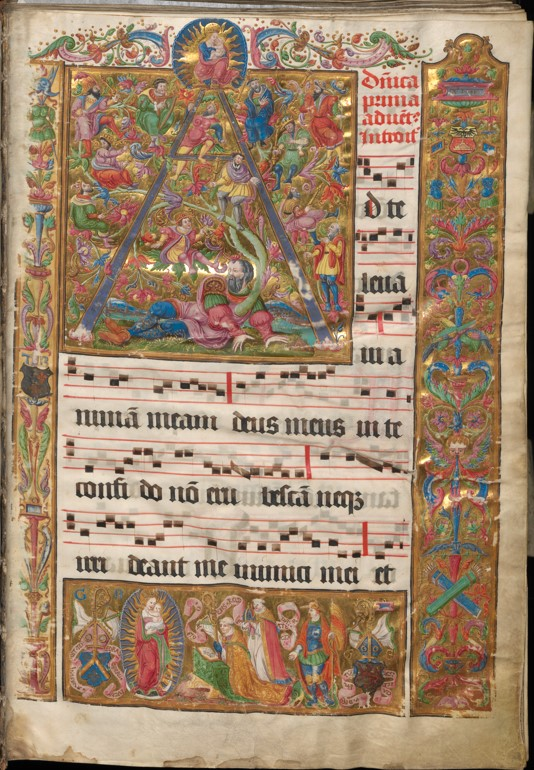
Graduale van Sint-Truiden (1540-1542), titelblad (Collectie Oude Drukken en Handschriften, Bibliotheek Hasselt Limburg)

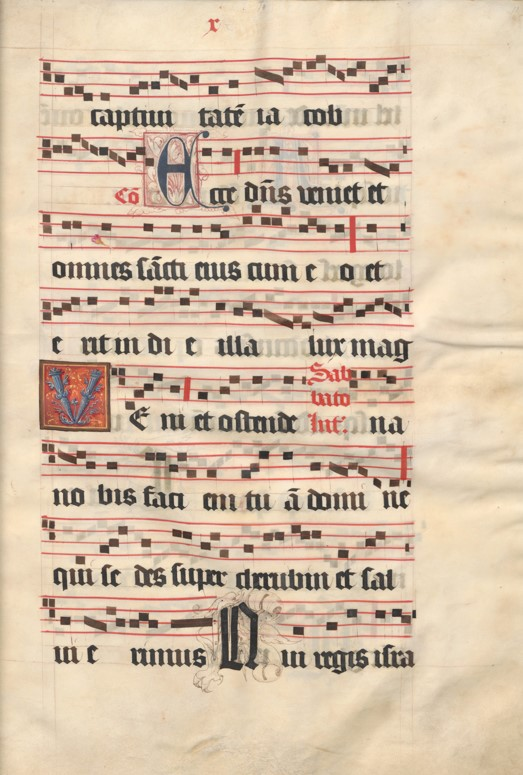
Graduale van Sint-Truiden (1540-1542) f. 10 r (Collectie Oude Drukken en Handschriften, Bibliotheek Hasselt Limburg)

Het graduale van de abdij van Sint-Truiden is een liedboek dat dateert van 1540-1542. Het wordt bewaard in Bibliotheek Hasselt Limburg. Het handschrift staat op de topstukkenlijst van de Vlaamse Gemeenschap omwille van zijn cultuurhistorische, muziekhistorische en kunsthistorische waarde. Het graduale bevat 309 perkamenten bladen van 57 x 38 cm. De band meet 61 x 41 x 15 cm en weegt 24 kg.

## Liedboek
Het graduale kwam tot stand tussen 1540 en 1542 in de benedictijnerabdij van Sint-Truiden. Abt Georges Sarens (1532-1558) gaf aan prior Diederik van Breedzip (1536-1556) de opdracht een koorboek samen te stellen dat tijdens de misvieringen van de monniken gebruikt kon worden door het kerkkoor.
Een graduale bevat gradualen, maar ook alle andere miszangen uit het kerkelijke jaar. Vaak is een graduale erg groot, omdat de tekst en de muziek er ook groot in genoteerd staan. Het liedboek werd op een lezenaar in het midden van het koor opengelegd en moest door de zingende monniken van op enige afstand gelezen kunnen worden. 

## Miniaturen, initialen en grotesken
Van Breedzip was klaar met de tekst en de muziek in 1540. Daarna kon het naar twee miniaturisten, van wie de naam niet gekend is. Zij voorzagen het liedboek van 1 grote miniatuur en 19 gehistorieerde initialen. De miniaturisten gebruikten kopergravures als model. De randversiering bij de initialen gebeurde in de Gents-Brugse stijl, wat doet vermoeden dat de miniaturisten niet uit de buurt van de abdij van Sint-Truiden kwamen.
In 2024 onderzocht de Amerikaanse kunsthistorica Anna Cohen het handschrift, in het kader van een onderzoek naar grotesken. Dat zijn grillige versieringen aan letters, vaak in een menselijke of dierlijke vorm. Van deze grotesken onderzocht zij of ze van de hand van de miniaturisten, dan wel van de tekstschrijver kwamen, en ook waarvoor ze precies dienden.

## Historiek
Het graduale bleef eeuwenlang in Sint-Truiden, tot de monniken in 1794 de abdij ontvluchtten na de komst van Franse troepen. Zij vonden een onderkomen in Duisburg (Duitsland) en namen de belangrijkste kerkschatten en een groot aantal handschriften mee.
Of het graduale ook mee verhuisde naar Duitsland, is niet geweten. In ieder geval zat het niet in een lot van 165 handschriften, dat in 1814 door ambtenaren van het Koninkrijk der Verenigde Nederlanden in beslag genomen werd, toen de monniken terugkeerden naar de abdij. De handschriften uit dat lot belandden in 1824 bij het archief van de provincie Luik en later werd het (bij koninklijk besluit van 18 maart 1824) overgebracht naar de net opgerichte Rijksuniversiteit in Luik.
Lieten de vluchtende monniken in 1794 een gedeelte van hun handschriften in Sint-Truiden achter? Of verkochten ze enkele boeken tijdens hun verblijf in Duitsland? In elk geval werd pas in 1850 opnieuw melding gemaakt van het graduale, toen het te koop werd aangeboden in Brussel. Hoe het graduale in Brussel belandde, is onbekend. Tussen 1850 en 1875 kocht hertog Engelbert August van Arenberg (1824-1875) het aan. 
De zoon van Engelbert August, Engelbert Maria van Arenberg (1872-1949) had van zijn vader onder meer bezittingen in Duitsland geërfd en was actief in het Duitse leger. Na de Eerste Wereldoorlog werden de Belgische en Franse bezittingen van de hertog onder sekwester geplaatst (in beheer gegeven). De boeken uit zijn vaders bibliotheek, en dus ook het graduale, vielen hier niet onder. Waar ze al die jaren dan wel bewaard werden, is onduidelijk.
Na de Tweede Wereldoorlog, wellicht in het begin van de jaren 1950, verkocht Engelbert Maria’s zoon, Eric-Engelbert van Arenberg (1901-1992) de bibliotheek van de Arenbergs aan meerdere Amerikaanse antiekhandelaars. Het graduale werd in 1952 bij Jacques Seligmann in New York geveild. Wie het kocht, is niet geweten, maar het werd opnieuw te koop aangeboden in 1961, bij antiekhandelaar Lathrop C. Harper uit New York. 
Het Handschriftenkabinet van de Koninklijke Bibliotheek van België raadde de Provincie Limburg toen aan een bod te doen. Jan-Albert Goris, vandaag beter bekend onder de schrijversnaam Marnix Gijsen, was op dat moment buitengewoon gezant voor de Belgische regering in New York. Hem werd gevraagd het handschrift te onderzoeken en het resultaat was positief.
De bestendige deputatie besliste op 28 september 1961 tot de aankoop en directeur Charles Nailis van de Provinciale Wetenschappelijke Bibliotheek deed op 29 september een bod van 6 500 dollar (toen 325 000 Belgische frank, nu ongeveer 8 100 euro). Het ministerie van Onderwijs gaf een toelage van 60%, 195 000 Belgische frank. Jan-Albert Goris zorgde ervoor dat het via de diplomatieke post en per boot naar Antwerpen overgebracht werd. Een gelijkaardig graduale is in 2016 voor 200 000 euro verkocht.
Op 4 januari 1962 kwam het handschrift aan in de Provinciale Wetenschappelijke Bibliotheek (toen gelegen in het Hasseltse begijnhof). Nadat het de decennia erna door verschillende provinciale instellingen bewaard werd, kwam het in 1993 terug aan in het Hasseltse begijnhof, in het Provinciaal Archief- en Documentatiecentrum, dat in 1995 ingekanteld werd bij de provinciale bibliotheek, vandaag Bibliotheek Hasselt Limburg. 
In 2010 werd er in deze bibliotheek een geklimatiseerd erfgoeddepot gerealiseerd en daar wordt het graduale vandaag in de beste omstandigheden bewaard, als topstuk binnen de Collectie Oude Drukken en Handschriften.

## Betekenis
Het graduale van Sint-Truiden is een handschrift dat dateert van 1540-1542. Die exacte datering heeft een ijkwaarde voor de datering van andere handschriften en is daarom van grote wetenschappelijke betekenis.
Het handschrift was voor de benedictijnen van de abdij van Sint-Truiden al een topstuk. Ongeveer honderd jaar na de uitvinding van de boekdrukkunst kozen zij voor een rijk verlucht handschrift, wat toen enkel nog gebeurde voor vorsten, edellieden, geestelijken en rijke burgers. Dit koorboek is een van de laatste werkstukken van het scriptorium van de abdij. 
De cultuurhistorische waarde ervan schuilt in het dagelijkse gebruik door de monniken. Het graduale is een onvervangbare getuigenis van het muzikale en liturgische leven in een van de oudste abdijen van België. De missen voor lokale heiligen zijn van muziekhistorisch belang. 
Het handschrift heeft ook een bijzondere artistieke waarde omdat het de impact van de renaissance op de ontwikkeling van de handschriftelijke boekversiering en de invloed van de graveerkunst op de verluchting illustreert.